# Paradorella
Paradorella è un genere di coleotteri della famiglia Buprestidae.

## Tassonomia[1]
- Paradorella capensis (Kerremans, 1903)
- Paradorella natalensis Bellamy, 2008[2]
- Paradorella strandi Obenberger, 1923
- Paradorella subtilis (Obenberger, 1931)
- Paradorella wiedemannii (Gory & Laporte, 1839)